# Małgorzata Lewandowska
Małgorzata Anna Lewandowska (ur. 15 listopada 1968)– polska inżynier, profesor nauk technicznych. Specjalizuje się w zagadnieniach z zakresu podstaw nauki o materiałach, odkształceń plastycznych metali oraz transmisyjnej mikroskopii elektronowej.
Prodziekan, wykładowca i profesor nadzwyczajny Zakładu Projektowania Materiałów na Wydziale Inżynierii Materiałowej Politechniki Warszawskiej. Pełnomocniczka Dziekana ds. Współpracy Międzynarodowej. Konsultantka naukowa Fundacji Partnerstwa Technologicznego TECHNOLOGY PARTNERS, zastępca Przewodniczącego Zespołu Nauk Inżynieryjno-Technicznych Rady Doskonałości Naukowej. Członek Komitetu Nauki o Materiałach PAN (w kadencji 2016–2020), Executive Committee of European Materials Research Society oraz Interdyscyplinarnego Zespołu do spraw Nanonauki i Nanotechnologii Ministerstwa Nauki i Szkolnictwa Wyższego. Członek korespondent Wydziału Nauk Technicznych PAN od 2019 roku.
Jest absolwentką studiów na kierunku inżynieria materiałowa na Politechnice Warszawskiej (rocznik 1992). Doktoryzowała się w 1997 na podstawie pracy zatytułowanej Wpływ wydzieleń w modelowych stopach Al-Li na zmęczenie niskocyklowe. Habilitację uzyskała dziesięć lat później. Tytuł profesora nauk technicznych otrzymała w 2011 roku.
Doświadczenie naukowe zdobywała na stażach w Ecole des Mines de Saint Etienne, na Uniwersytecie Technicznym w Dreźnie oraz Uniwersytecie w Ankonie.
Jej badania naukowe skupiają się głównie na materiałach ultradrobnoziarnistych i nanokrystalicznych, modyfikacjach powierzchni, materiałach kompozytowych oraz metodach charakteryzowania struktury w nanoskali.

## Nagrody i wyróżnienia
Uhonorowana została m.in.:
- Nagrodą koncernu motoryzacyjnego FIAT za rozprawę doktorską
- Nagrodą indywidualną Rektora Politechniki Warszawskiej za osiągnięcia naukowe w latach 2006, 2009 oraz 2013
- Nagrodą naukową im. prof. Jana Czochralskiego
- Nagrodą indywidualną Rektora Politechniki Warszawskiej za osiągnięcia naukowe w roku 2016